# The Purple Piano Project
"The Purple Piano Project" (tạm dịch: "Dự án đàn Piano màu tím") là tập phim công chiếu mùa 3 của sê-ri phim truyền hình Mỹ Glee và đồng thời cũng là tập phim thứ 45 của chương trình. "Dự án đàn Piano màu tím" được viết bởi người đồng sáng lập của sê-ri là Brad Falchuk, đạo diễn bởi Eric Stoltz, và được trình chiếu lần đầu tiên vào ngày 20 tháng 9 năm 2011 trên kênh Fox tại Mỹ. Tập phim kể về ngày đầu tiên của năm học mới tại trường trung học McKinley cũng như của đội hát New Directions. Một số thành viên trong nhóm đã rời bỏ, vì vậy cả nhóm đang tìm kiếm những thành viên mới để tăng số lượng người trong đội. Blaine Anderson (Darren Criss), bạn trai của Kurt Hummel (Chris Colfer) đã chuyển từ học viện Dalton đến trường trung học McKinley, còn Mercedes Jones (Amber Riley) thì có một người bạn trai mới. Trong khi đó, Sue Sylvester (Jane Lynch) trở thành ứng cử viên tham gia Đại hội.
Tập phim nhận được những đánh giá trung lập đến tích cực từ những nhà phê bình, chủ yếu khen ngợi sê-ri đã tập trung đổi mới trong việc chú trọng vào các nhận vật cốt lõi nhưng tổng thể thì vẫn thiếu sự hứng thú như vài bài nhận xét có nói. Cốt truyện phụ giữa Kurt và Rachel Berry (Lea Michele), và phần giới thiệu nhân vật mới, Harmony (Lindsay Pearce), nhận được nhiều khen ngợi dành cho cả ba diễn viên. Phần trình diễn các ca khúc đồng thời cũng dành nhiều đánh giá tích cực, liên khúc "Anything Goes" / "Anything You Can Do" của Pearce nhận rất nhiều khen ngợi từ giới phê bình. Năm bản cover (trình diễn lại) đã được phát hành dưới dạng đĩa đơn, trong đó, ba ca khúc lọt vào bảng xếp hạng Billboard Hot 100 và Canadian Hot 100. Kể từ khi phát sóng, tập phim thu hút 9.21 triệu người xem tại Mỹ và nhận được 4.0/11 đánh giá/chia sẻ của Nielsen trong nhóm tuổi 18-49. Dù vậy, lượng người xem này có dấu hiệu thấp hơn so với tập phim trước, "New York".

## Nội dung
Vào năm học mới của trường McKinley, người chỉ đạo của đội hát New Directions Will Schuester (Matthew Morrison) và giáo viên tâm lý Emma Pillsbury (Jayma Mays) nay sống chung một căn hộ và cùng nằm chung giường. Sue Sylvester (Jane Lynch), huấn luyện viên của đội cổ vũ Cheerios đang trở thành ứng cử viên của Đại hội nhưng lại nhận khá ít số phiếu bầu. Thành viên của nhóm, Mike Chang (Harry Shum, Jr.) nay trở thành sinh viên năm cuối, còn hai thành viên khác là Tina Cohen-Chang (Jenna Ushkowitz) và Artie Abrams (Kevin McHale) vẫn là sinh viên năm dưới. Đồng đội trưởng của câu lạc bộ và đồng thời cũng là sinh viên năm cuối, Finn Hudson (Cory Monteith) hiện tại vẫn chưa có quyết định gì cho tương lai của mình. Mercedes Jones (Amber Riley) thì có một người bạn trai mới (LaMarcus Tinker); bạn trai cũ của cô, Sam Evans (Chord Overstreet) thì đã chuyển sang một bang khác. Ba thành viên của đội New Directions đã rời khỏi nhóm là: Sam, Lauren Zizes (Ashley Fink), người đồng thời cũng chia tay với Puck (Mark Salling), và bạn gái cũ của Sam, Quinn Fabray (Dianna Agron), người đã hoàn toàn thay đổi lại ngoại hình của mình khi nhuộm tóc thành màu hồng, đeo khuyên mũi và có một hình xăm; cô đồng thời cũng bắt đầu hút thuốc và làm bạn với một nhóm bạn cá biệt được gọi là Skanks. Sau đó, cô cũng đã từ chối lời mời tham gia lại nhóm Cheerios cũng như New Directions.
Nhằm tìm kiếm những tài năng mới, Will đã đặt những cây đàn piano màu tím ở khắp trường và khuyến khích cả đội đến hát khi nhìn thấy một trong những cây đàn này. Khi Mike và Tina đang đánh đàn trên hành lang, Sue đã cắt những sợi dây đàn bằng một cây kéo cắt cáp, sau đó, cô còn nhận được sự ủng hộ của một giáo viên ghét nghệ thuật (Barbara Tarbuck), người đã hứa rằng sẽ bỏ phiếu cho cô. Sue sau đó đã xuất hiện trên truyền hình và hứa rằng, nếu cô đã trúng cử, cô sẽ cắt hết tất cả quỹ tài trợ cho các chương trình nghệ thuật tại trường đến khi nào mọi học sinh chịu đọc sách theo cấp học của mình hay nâng cao. Cô sau đó đã quyết định chọn Santana Lopez (Naya Rivera) và Becky Jackson (Lauren Potter) trở thành đội trưởng Đội cổ vũ, dù vậy cả đều gây gổ với nhau cũng như cùng cam kết rằng sẽ giúp cô phá hoại đội hát. Sau khi nhóm New Directions trình diễn bài hát "We Got the Beat" tại căn-tin, Becky đã khơi mào một cuộc chiến thức ăn nhằm nhắm vào cả đội. Sau đó, Sugar Motta (Vanessa Lengies) đã đến đăng ký vào nhóm, dù vậy, cô lại hát không đúng giai điệu. Will sau đó đã buồn bã từ chối Sugar nhưng lại đồng ý chấp nhận thành viên mới là bạn trai của Kurt Hummel (Chris Colfer), Blaine Anderson (Darren Criss) khi anh vừa chuyển từ học viện Dalton sang trường McKinley theo lời khuyên của Kurt.
Kurt và Rachel sau đó đã đến gặp cô Emma để nói về dự định của họ đến ghi danh tại trường đại học ở thành phố New York. Cô sau đó đã giới thiệu cho hai người về một ngôi trường hàng đầu về nghệ thuật nhạc kịch tại đây và khuyên cả hai nên đến tham gia buổi họp mặt ở Ohio dành cho những học sinh có hi vọng nhập học tại trường. Họ đã tập hát bài "Ding-Dong! The Witch Is Dead" với hi vọng rằng những thành viên khác tại buổi họp mặt sẽ kinh ngạc với màn trình diễn của họ, dù vậy, họ đã bị đe dọa bởi liên khúc "Anything Goes" và "Anything You Can Do" trình bày bởi thành viên Harmony (Lindsay Pearce). Cả hai đều khá buồn bã nhưng vẫn tự hứa rằng sẽ cùng nhau kiên trì.
Blaine sau đó đã tiếp tục trình diễn ca khúc "It's Not Unusual" trước một đám đông học sinh lớn trong sân trường, trong khi đó, một số lớn nữ cổ vũ của nhóm Cheerious, chỉ đạo bởi Santana, trở thành vũ công phụ họa của bài hát. Sau khi phần trình diễn kết thúc, nhóm Cheerios đã bao quanh chiếc đàn tím và rưới dầu hỏa lên. Quinn sau đó đã ném chiếc bật lửa của mình vào cây piano, khiến cây đàn bốc cháy. Will sau đó đã cấm cửa Santana khỏi nhóm New Directions vì hành động phá hoại câu lạc bộ của cô. Rachel cuối cùng đã kết thúc kết cục đáng tiếc của buổi diễn bằng việc trình diễn phần mở đầu của bài hát "You Can't Stop the Beat", sau đó, cả đội đã cùng nhau trình diễn ca khúc này trong thính phòng trong khi Quinn đang bí mật xem buổi diễn bên trên.

## Sản xuất
Ngày quay đầu tiên của tập phim là ngày 9 tháng 8 năm 2011, dù một vài thành viên trong đoàn làm phim đã được gọi điện trước một ngày để thu âm các ca khúc cho các màn trình diễn nhạc kịch. Murphy sau đó đã nhận ra rằng á quân của chương trình The Glee Project có thể thủ vai một nhân vật đã được viết trước trong tập phim này, nhưng việc ghi hình cần phải được thực hiện trước khi tập cuối cùng của The Glee Project được trình chiếu vào ngày 21 tháng 8 năm 2011, lúc mà kết quả được tiết lộ rằng cô có cơ hội được xuất hiện trong hai tập phim của Glee. Dù vậy, họ "liên tục trì hoãn" buổi quay, và "giấu [cô] trong phòng thu hình để chắc chắn mọi người không nhận ra cô." Chính vì vậy, tên của cô đã bị bỏ qua trong thông cáo báo chí của kênh Fox về tập phim. Một khi Murphy đã đưa Pearce vào bộ phim, anh muốn giúp cho màn trình diễn của cô đã nên công phu hơn. Theo Lea Michele, ngày quay cuối cùng của tập phim là ngày 19 tháng 8 năm 2011.
Những nhân vật phụ của bộ phim đã trở lại trong tập này gồm thành viên cũ của đội hát, Lauren Zizes (Ashley Fink), Thầy hiệu trưởng Figgins (Iqbal Theba), huấn luyện viên bóng bầu dục Shannon Beiste (Dot-Marie Jones), cổ động viên Becky Jackson (Lauren Potter), phóng viên báo của trường Jacob Ben Israel (Josh Sussman), và hai người bình luận tin tức là Rod Remington (Bill A. Jones) và Andrea Carmichael (Earlene Davis). Ba nhân vật phụ mới đồng thời cũng đã được giới thiệu gồm: cầu thủ bóng bầu dục Shane (LaMarcus Tinker), người đồng thời cũng là bạn trai mới của Mercedes Jones (Amber Riley), Sugar Motta (Lengies) và Pearce trong vai Harmony. Ngoài ra, hai cựu diễn viên khách mời là Harry Shum, Jr. trong vai Mike Chang cùng Darren Criss trong vai Blaine Anderson đã tham gia vào dàn diễn viên chính, trong khi đó, hai diễn viên là Jessalyn Gilsig và Mike O'Malley, người thủ vai vợ cũ của Will, Terri Schuester và cha của Kurt, Burt Hummel đã không còn xuất hiện trong danh sách diễn viên chính. Gilsig đã từng xuất hiện trong dàn diễn viên chính trong hai mùa đầu tiên, sự thay đổi của cô đã được thông báo từ trước. Vai của O'Malley thì không được thông báo trước, nhưng anh vẫn xuất hiện trong thông cáo báo chí của kênh Fox với tư cách là ngôi sao khách mời của tập phim thứ hai, trước đây, anh đã được ghi danh vào mùa đầu tiên. Barbara Tarbuck sau đó đã xuất hiện với vai diễn khách mời tên Nancy Bletheim, một giáo viên dạy hình học tại trưởng McKinley.
Tại San Diego Comic-Con International năm 2011 vào ngày 24 tháng 7, nhà sáng lập sê-ri Brad Falchuk đã chia sẻ rằng trong tập đầu tiên của mùa ba, "Phần mở đầu sẽ kể về việc mọi thành viên muốn làm gì khi họ lớn lên, vì thế bạn có thể nhìn thấy sự lo âu của họ." Anh đồng thời cũng cho rằng, "Đến tập phim đầu tiên, mọi người sẽ biết được sinh viên năm nhất và năm cuối là ai."
Tập phim đồng thời cũng bao gồm bảy tiết mục cover (hát lại). Trong đó, hai bài hát xuất hiện trong bản mash-up (liên khúc) gồm "Anything Goes" từ vở nhạc kịch cùng tên của Cole Porter và "Anything You Can Do" từ Annie Get Your Gun của Irving Berlin, được hát chính bởi Pearce. Năm ca khúc khác gồm "You Can't Stop the Beat" từ vở Hairspray và "We Got the Beat" trình bày bởi nhóm The Go-Gos, cả hai đều được hát bởi nhóm New Directions; "Ding-Dong! The Witch Is Dead" từ bộ phim Phù thủy xứ Oz (hát bởi Barbra Streisand và Harold Arlen trích từ album của Streisand, Duets), được trình diễn do Michele và Colfer; ca khúc của ca sĩ Tom Jones, "It's Not Unusual" được trình diễn bởi Criss; còn "Big Spender" từ vở nhạc kịch Sweet Charity, được Lengies đảm nhiệm vai trò hát chính. Tất cả các ca khúc, trừ "Big Spender," đều được phát hành dưới dạng đĩa đơn tải kỹ thuật số.

## Tiếp nhận

### Khán giả
"The Purple Piano Project" được phát sóng lần đầu tiên vào ngày 20 tháng 9 năm 2011 tại Mỹ trên kênh Fox. Tập phim đã được nhận được 4.0/11 đánh giá/chia sẻ của Nielsen trong nhân khẩu học 18–49, và thu hút tổng cộng 9.21 triệu người xem tại Mỹ trong lần phát sóng đầu tiên. Tập phim đã bị đánh bại bởi những bộ phim cùng giờ phát sóng như buổi công chiếu của NCIS trên kênh CBS, nhận được 4.3/12 đánh giá/chia sẻ trong nhân khẩu học 18-49 cũng như buổi trình chiếu của bộ phim truyền hình mới New Girl theo sau Glee trên kênh Fox, thu hút 4.8/12 đánh giá/chia sẻ và 10.27 triệu lượt xem. Số lượng người xem của tập phim đã giảm xuống 25% so với tập đầu tiên của mùa hai, "Audition", thu hút 12.45 triệu người xem tại Mỹ và 5.6/16 đánh giá/chia sẻ, cũng như giảm xuống hẳn so với tập phim cuối cùng của mùa hai, "New York", thu hút 11.80 triệu người xem và 4.6/11 đánh giá/chia sẻ. Dù vậy, theo lượng người xem DVR, lượng người xem của tập này lên đến 12.21 triệu người và 5.3/11 đánh giá/chia sẻ trong nhân khẩu học 18-49.
Tại Anh, buổi công chiếu của "The Purple Piano Project" trên kênh truyền hình truyền hình cáp kỹ thuật số Sky1 thu hút số lượng trung bình sau một đêm là 639,000 người xem (2.8%), xuống hẳn 50% so với tập cuối của mùa hai, "New York", được phát sóng trên kênh E4. Số lượng khán giả cuối cùng của Glee lên tới 1.17 triệu người xem, trở thành chương trình thứ 9 thu hút trên truyền hình cáp của tuần, xuống 55% so với tập "New York" và 61% so với tập "Audition", cả hai tập này đều giúp bộ phim trở thành chương trình thu hút nhất của tuần sau khi phát sóng. Buổi phát sóng ở Úc thu hút 760,000 người xem, giúp Glee trở thành chương trình thu hút thứ 25 của ngày, dù vậy, khán giả vẫn bị cắt giảm gần 30% so với số lượng 987,000 từ tập "New York". Tại Canada, 2.10 triệu khán giả đã theo dõi tập phim, nơi sê-ri trở thành chương trình thu hút nhất trong giờ phát sóng của mình và hơn 183% trong nhân khẩu học 18-49 so với đối thủ gần nhất của tập phim. Chương trình đồng thời còn trở thành chương trình thu hút thứ 10 của tuần, xuống ba hạng nhưng số khán giả vẫn lên đến 16% so với tập "New York".

### Mạng xã hội
Vào buổi tối tập phim trình chiếu, một vài chủ đề liên quan đã xuất hiện trên top 10 trào lưu trên Twitter. Trong đó, thành viên của Glee Kevin McHale đã tweet rằng "5 TT's! Woo woo!", nhằm ám chỉ rằng 5 vị trí trong top 10 là chủ đề liên quan của Glee. Trong bài báo của nói về ảnh hưởng trực tuyến của chương trình từ tờ The Hollywood Reporter, họ cho rằng chỉ có 4 trong 10 chủ đề được xuất hiện trong buổi công chiếu gồm: "#gleek", "Kurt và Rachel", "Sue Sylvester" và "Warblers".
Twitter đồng thời cũng được sử dụng để quảng cáo chương trình. Nhằm quảng bá cho tập mở đầu của mùa 3 và việc chuyển sang trình chiếu trên kênh truyền hình mới, kênh Sky đã trở thành công ty đầu tiên sử dụng quảng cáo nhấn mạnh tại Anh với một "trào lưu được quảng bá" xuất hiện vào ngày 22 tháng 9 năm 2011, ngày mà Glee chính thức công chiếu trên kênh Sky1.

### Đánh giá chuyên môn
"The Purple Piano Project" nhận được những phản hồi trung lập đến tích cực từ những nhà phê bình. Jenna Mullins của E! Online gọi tập phim là "một khởi đầu hoàn hảo cho mùa phim mới trong một tập phim". Nhà đánh giá từ The Atlantic, Kevin Fallon đánh giá cao việc tập phim đã giải quyết một số vấn đề lớn nhất của chương trình, điển hình như sự thừa thải của những nhân vật trọng tâm và việc họ không có tuổi trước đây. Anh đồng thời cũng rất hài lòng khi thấy tập phim tập trung vào cuộc sống phức tạp tại trường trung học hơn là những nhân vật người lớn hoặc những vấn đề nghiêm trọng khác. Bobby Hankinson từ Houston Chronicle tán thành việc "hướng đi rõ ràng" cũng đã được đặt ra cho các nhân vật, nhấn mạnh rằng anh đang nhìn về phía trước để dõi theo những cốt truyện của họ được phát triển. Dù nhà phê bình của AOLTV, Crystal Bell lo sợ rằng việc làm rõ tuổi tác của những thanh thiếu niên sẽ dẫn đến việc những nhân vật trẻ tuổi trông già hơn trong tương lai, nhưng cô vẫn rất vui mừng khi thấy buổi công chiếu của chương trình đã trở lại theo chính nguồn gốc của mình: "những người bị thua thiệt, những màn trình diễn nhạc kịch và Sue Sylvester". Một ý kiến khác khá tương tự từ Amy Reiter của tờ Los Angeles Times, người hi vọng rằng sự đổi mới trong việc chú tâm vào những nhân vật cốt lõi sẽ giúp mùa 3 thành "một năm học tuyệt vời". Viết cho tờ The Huffington Post, Amy Lee quan sát thấy "Glee có một xu hướng dao động giữa sự khờ dại đến khó chịu, đôi khi không có lời cảnh báo nào", và cho rằng "The Purple Piano Project" có vẻ cân bằng hơn so với tập đầu của mùa hai. Anthony Benigno của The Faster Times coi tập phim là "một sự đơn giản đáng ngưỡng mộ" khi sê-ri không bị hoen ố bởi những mối quan hệ tình cảm cũng như sự không nhất quán, hai điều đã cản trở những tập phim trước của chương trình. Dù vậy, những lời khen ngợi của anh bài đánh giá đã không kéo dài, nhưng anh vẫn chia sẻ rằng, "Tôi sẽ không đi quá xa và gọi tập phim này là tốt được, nó quá kỳ quặc và không mang tính thực tế, cốt truyện dường như không hề có thực ở một vài phân đoạn. Nhưng tập phim vẫn mang cảm giác rằng chương trình đang tái khám phá bản thân, nhưng, tất cả đã được sắp đặt từ trước, Ryan Murphy và công ty sản xuất đảm đương công việc của mình khá tốt."
James Poniewozik từ tạp chí Time thì lại cho một ý kiến trái chiều. Anh viết rằng "The Purple Piano Project" "rõ ràng không phải là một tập phim hay của Glee", một phần là do sự cản trở của hàng loạt nhân vật trọng tâm, "nhưng chương trình ít ra cũng dẫn đến nơi mà mùa phim thứ ba có thể tìm thấy những câu chuyên cốt lõi, và đồng thời... có nhiều khả năng chương trình sẽ bị lạc hướng sang sự nực cười trớ trêu." Todd VanDerWerff từ The A.V. Club chấm tập phim điểm "D+", nhận xét rằng tập phim gồm "một nắm phần trình diễn bình thường, gồm một hay hai câu kịch bản khá hay, và sau đó là một đống sự tệ hại". Erica Futterman cùng bài đánh giá trên tạp chí Rolling Stone khen ngợi sự hài hước cũng như việc khai triển nội dung của tập phim, nhưng nhận xét rằng nó "chưa đánh tới những bậc thang cảm xúc nào mà Glee có khả năng thực hiện được." Robert Canning của IGN chấm tập phim một con điểm "tốt" là 6.5 trên 10 điểm và thấy rằng "vẫn còn thiếu vắng một vài tiếng cười", nhưng cảm thấy tập phim bị lặp lại, điển hình như sự thù ghét của Sue với đội hát và vấn đề tuyển chọn thành viên của nhóm New Directions đã được khai thác triệt để trước đây. Nhà phê bình của The Dallas Morning News, Samantha Urban nhận thấy rằng Murphy đã thất bại trong việc thực hiện lời hứa của mình rằng anh sẽ phát triển hai nhân vật là Mercedes và Tina cũng như cô cũng không thể chấp nhận việc Sue được cho phép để quảng bá chiến dịch bầu cử Quốc hội của mình trên chương trình tin tức địa phương, dù vậy, tổng quan thì tập phim vẫn "khá ấn tượng", được cô gọi là "một tập phim mạnh mẽ của Glee giúp [cô] cảm thấy để ý một cách lạc quan hơn về mùa phim mới sắp tới." Lisa Respers France từ CNN chỉ tóm tắt lại tập phim cùng một từ: "Meh" (nghĩa là xoàng, không có gì nổi bật).
Matt Zoller Seitz của trang Salon.com nhận xét về "The Purple Piano Project" cũng như báo trước tương lai của Glee.
Câu chuyện giữa Rachel và Kurt thu hút khá nhiều đánh giá tích cực. Fallon gọi đó là "một trong những cốt truyện mạnh mẽ nhất của tập phim", còn Matt Zoller Seitz của trang Salon.com coi cốt truyện này trong tập phim là "thành công và hiệu quả nhất." Bell cho rằng Rachel và Kurt là cặp đôi yêu thích của cô trong Glee, còn Futterman cho rằng "tình bạn [của họ] đã lớn lên từ một thứ gì đó dễ thương trở thành một thứ gì đó thành thực tương tự như những màn trình diễn ca kịch đầy tham vọng trong những khán giả xem Glee." Dù có nhận xét khá tiêu cực về tập phim, VanDerWerff cho rằng cảnh quay tại buổi họp mặt trường NYADA "gồm một trong những màn trình diễn hay nhất của Chris Colfer và Lea Michele đã đóng góp cho chương trình." Ngược lại, cốt truyện của những nhân vật người lớn lại nhận được nhiều phản hồi tiêu cực. Zoller Seitz cho rằng mối quan hệ giữa Will và Emma khá tẻ nhạt, còn Abby West từ Entertainment Weekly không thích việc mùa phim mới bắt đầu khi họ trong mối quan hệ đã được xây dựng từ trước: "Tôi cảm giác như tôi đã lỡ mất bước nhảy vọt khá lớn của Emma và chúng tôi cần được biết đến việc này." Fallon thì miệt thị Will rằng anh đang trở nên "không thể chịu đựng được" bởi "nhân vật cứng nhắc của Will, kịch bản có qua loa và một lý do minh bạch tầm thường mà nhân vật này mang đến cho chương trình". Cốt truyện của Sue được mô tả là "vô lý" do VanDerWerff, người viết rằng cô "đã quyết định vận động chống đối đội hát đến số đông khán giả bầu cử Quốc hội, vì, đúng là cô đã trở thành nhân vật nổi tiếng nhất ở mùa đầu tiên và cô ấy vẫn sẽ mãi như vậy, thông qua quyền lực của mình, nếu cần thiết." Reiter vẫn thấy Sue là một "khuôn mẫu hoàn hảo trong tập phim này, không quá độc ác và không quá mơ hồ", cũng như thưởng thức cốt truyện của cô.
Phần giới thiệu hai nhân vật mới là Harmony và Sugar nhận được khen ngợi từ giới phê bình. VanDerWerff cho rằng họ "có lẽ là những nhân vật mới tuyệt vời nhất", nhà phê bình của TVLine, Michael Slezak cho rằng Pearce đã mang "sự tuyệt vời đến cuộc sống", còn Fallon thì cảm giác rằng sự xuất hiện trước của cô là một phần giới thiệu khá tốt cho những thí sinh chung kết từ The Glee Project. Anh cho rằng "cô đã mang đến, điều mà nhân vật mới xuất sắc thường làm, sự mới mẻ và thần sắc phấn khởi trong nhóm người dẫn đầu của chương trình." Zoller Seitz mô tả Sugar là "một cái khịt mũi nhỏ vô danh", nhưng dù sao vẫn là "một nhân vật tuyệt vời", và anh vẫn hi vọng sẽ được gặp cô nhiều hơn. West đồng thời cũng khen ngợi màn trình diễn của Lengies và cho rằng Sue nếu không được chiếm đóng, "thì [cô] chính là người hoàn hảo ngồi trên ngôi vàng cũng như trở thành cái gai của đội hát." Dù vậy, không phải ai cũng ngộp thở với sự xuất hiện của Sugar, VanDerWerff gọi nhân vật của cô là "kinh khủng".

### Âm nhạc và những màn trình diễn
Những màn trình diễn âm nhạc của tập phim nhận được nhiều phản hồi khá tốt. Hankinson đánh giá cao việc họ mang "cảm giác phù hợp", điều mà màn trình diễn "quá đà" của mùa phim trước đây còn thiếu. Dù Benigno chỉ trích việc lựa chọn bài hát đang trở nên quá chú trọng vào những ca khúc Broadway, điều mà anh cảm thấy sẽ gây giới hạn cho những khán giả trẻ, thì Urban lại gọi sự lựa chọn ca khúc là "xuất chúng" còn VanDerWerff nhận xét rằng phạm vi rộng lớn ấy được đại diện từ quá trình tiến bộ của mùa phim thứ 2. Anh cho rằng không có màn trình diễn nào mà anh không thích, nhưng một vài trong số đó lại có "những lý do minh bạch bất ngờ đến vô lý để làm động cơ cho sự kịch tính". Canning rất thích các ca khúc về cả hai mặt là giọng hát và trực quan: "Tất cả mọi thứ đều có giai điệu nhanh hơn, quen thuộc và vui nhộn. Phần vũ đạo thì mang tính giải trí cao còn nhiều màn trình diễn nhóm thì thêm thắt vào những hình ảnh trực quan tinh tế."
"We Got the Beat" nhận được khen ngợi về màn trình diễn vũ đạo của Brittany và Mike từ Lee, dù vậy, cô cho rằng giọng hát của họ đã bị AutoTune, một bình luận tương tự của Futterman cho rằng anh không vui vẻ khi thấy Brittany và Rachel "khớp với giọng thật của Santana". Slezak và Benigno khá hài lòng khi Morris và Rivera đảm nhiệm phần hát chính, trong đó, người đầu tiên cho rằng tiết mục này là một khởi đầu nhạc kịch tuyệt vời của mùa phim và chấm cho tiết mục điểm "A", còn người thứ hai lại thấy tiết mục khó để phân biệt giữa bản cover của Glee và bản gốc, cho rằng bài hát đã thất bại trong việc khai triển nội dung phim cũng như chấm ca khúc điểm "B". Respers France lại hoàn toàn thất vọng về màn trình diễn. Đối với cô, cảnh phim của Sugar sau tiết mục này là một trong vài cảnh nổi bật của tập phim, dù cô có mô tả Sugar là người có "một giọng hát kinh khủng".
Bản song ca của Rachel và Kurt, "Ding-Dong! The Witch Is Dead", được Rae Votta từ Billboard mong rằng họ có thể trình diễn thêm nhiều thể loại khác. Dù vậy, tiết mục này bao gồm tất cả những gì Futterman mong muốn trong một bản song ca giữa cả hai; cô cho rằng "bài hát rất uyển chuyển, hấp dẫn, đầy sức mạnh của giọng hát ca kịch còn Rachel thì vươn lên cấp độ của Barbra Streisand". Lee thì cho rằng tiết mục là một sự lựa chọn kỳ dị khi muốn khai thác tài năng của họ, còn Slezak chấm tiết mục điểm "B" và so sánh một cách tiêu cực tiết mục với những bản song ca trước của cả hai. West nhận xét rằng bài hát quá không có tính thực tế và chấm điểm "B-". Điểm số của cao nhất của ca khúc là "A–", đến từ Benigno, người lưu ý rằng tiết mục trở nên vô nghĩa so với nội dung phim và ước rằng phần trình diễn không nên quá mạnh mẽ thuộc về Michele, nhưng vẫn gọi đó là một "tiết mục vui nhộn, gây nghiện."
Màn trình diễn "It's Not Unusual" của Criss thu hút những ý kiến so sánh với các tiết mục trong The Fresh Prince of Bel Air về cách biểu diễn hài hước của anh, nhưng lại nhận được điểm "A" từ West. Fallon cho rằng ca khúc khá "thú vị một cách xấu hổ" và khen ngợi sự hiện diện của Criss, còn Benigno thì gọi đây là một "tiết mục tuyệt vời", nhưng lại cảm giác rằng ca khúc bị cản trở bởi sự đơn giản trong việc sắp xếp và chấm một điểm "B+". Futterman và Slezak đều thích Blaine trong tư cách là giọng nam chính, nhưng cảm giác ca khúc không phải là phần trình diễn hay nhất của anh: Futterman cho rằng "một vài bố cục gây căng thẳng còn năng lượng thì mang một chút gượng gạo", Slezak thì dành cho bài hát điểm "B-".
Liên khúc "Anything Goes" / "Anything You Can Do" nhận được khá nhiều khen ngợi. Respers France gọi tiết mục của Pearce là khoảnh khắc tuyệt vời nhất trong tập phim và cho rằng nhân vật này làm cô nhớ lại một cách tích cực về "Glee hồi xưa". Ca khúc đồng thời cũng được yêu thích bởi Lee, người viết rằng sức mạnh của nữ diễn viên hoàn toàn phù hợp với cách bố trí nhân vật. West, Slezak và Benigno cho ca khúc một điểm "A"; người đầu tiên gọi đó là một "màn trình diễn ngoạn mục" khiến anh "có cảm giác ca khúc thuộc về một sân khấu lớn hay một bộ phim ca kịch", trong khi đó cả hai nhà phê bình sau lại khen ngợi tài năng về giọng hát của cô, điều được Benigno xem là vô song trong Glee. Futterman và Bell cho rằng Harmony một đối thủ khá ghê gớm của Rachel về mặt giọng hát, và háo hức mong đợi về cuộc chiến của họ trong tương lai. Urban gọi màn trình diễn của Pearce chỉ vọn vẹn một từ là "có ích". Dù cô nghĩ rằng diễn xuất là một điểm yếu của cô, nhưng cô đã so sánh Pearce một cách tích cực với ngôi sao khách mời của mùa hai, Charice, cũng như khen ngợi giọng hát của cô. Một lời chỉ trích đến từ nhà phê bình của New York, Lindy West, người không thể hiểu được sự xấu hổ của Rachel trong khi New Directions "hát chau chuốt hơn rất nhiều và có tài năng ngang bằng thường được sắp xếp bốn đến năm lần trong một tập phim". Cô nói thêm, "Đây chính là điều làm tôi tức tối về Glee. Với tư cách là một khán giả, tôi không thể biết được tiết mục nào 'hay' như 'Anything Goes,' hoặc 'tệ' như 'We've Got the Beat,' cho đến khi Rachel bắt đầu khóc lóc hay một vài cổ vũ viên bắt đầu ném mỳ Ý."
"You Can't Stop the Beat" thì được Mullins gọi là "kết thúc hoàn hảo cho một buổi công chiếu mùa phim". Futterman mô tả đây tương tự như "một tập kết thúc mùa phim tiêu chuẩn của Glee, tràn ngập nguồn cảm hứng, mang tính trọng đại trong tương lai cũng như hấp dẫn đến chết người." Slezak rất thích phần mở đầu nhạc nhẹ của Rachel, cho rằng toàn bộ màn trình diễn "mang cảm giác như một Glee trong sáng, vui vẻ của ngày xưa" cũng như tặng ca khúc điểm "A-" giống như Benigno, người thấy đây là một tiết mục trình diễn phức tạp nhưng lại thiếu sự hào hứng vì đã quá quen thuộc. Điểm thất vọng duy nhất của Votta trong màn trình diễn này là "phần song ca dễ thương" giữa Kurt và Artie (có xuất hiện trong đĩa đơn) lại không xuất hiện trên phiên bản trình chiếu trên truyền hình.

### Lịch sử xếp hạng
Ba trong năm bản cover được phát hành dưới dạng đĩa đơn xuất hiện trên bảng xếp hạng Billboard Hot 100: "It's Not Unusual" tại vị trí 65 cùng 40,000 bản được bán, "You Can't Stop The Beat" ở vị trí 67, và "We've Got the Beat" ở vị trí 83. Trên bảng xếp hạng Canadian Hot 100, "You Can't Stop The Beat" leo lên vị trí 65, "It's Not Unusual" nằm tại vị trí 75 còn "We've Got the Beat" cũng xuất hiện ở vị trí 83. Dù vậy cả hai ca khúc "Ding-Dong! The Witch Is Dead" và liên khúc "Anything Goes" / "Anything You Can Do" không giành một vị trí nào trên bảng xếp hạng Hot 100 cũng như những quốc gia khác, dù vậy, mỗi bài hát đều bán được 21,000 bản kỹ thuật số và nằm tại vị trí thứ 2 và thứ 3 trên bảng xếp hạng Hot 100 "Bubbling Under". Tổng số bán tại Mỹ cho năm bản cover là 149,000 bản, ít hơn khá nhiều so với 409,000 đĩa đơn được bán trong tuần đầu tiên trích từ tập phim mở màn mùa 2, "Audition"; trong tập phim này, tất cả các đĩa đơn đều xuất hiện trên bảng Hot 100 với vị trí từ 21 đến 51.